# リビアとロシアの関係

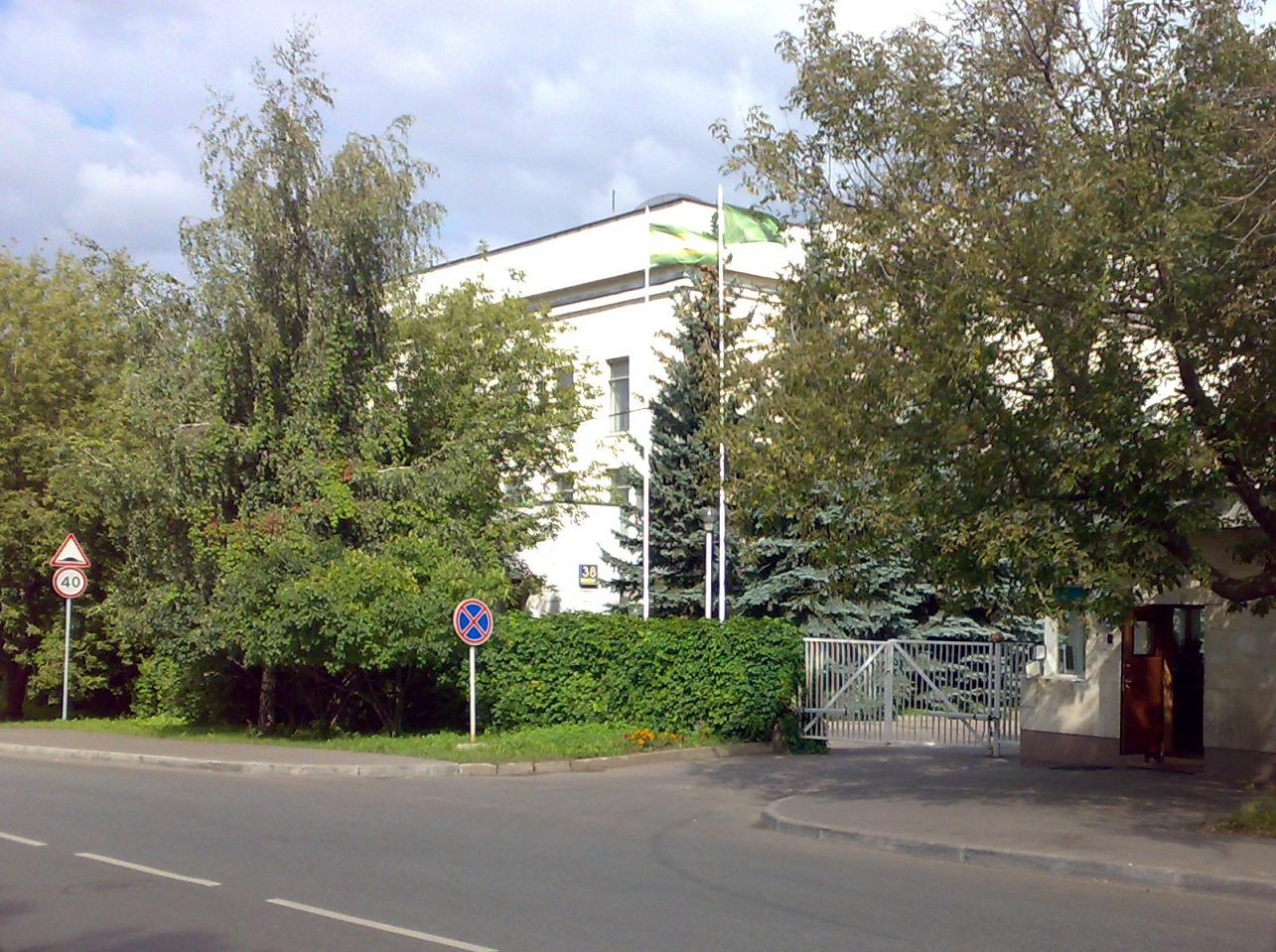
モスクワ市内にある駐露リビア大使館

リビアとロシアの関係（ロシア語: Российско-ливийские отношения、英語: Libya–Russia relations）では、リビアとロシア連邦との二国間関係について説明する。

## 概要
リビア・ロシア両国は互いに大使を交換しており、それぞれの首都であるトリポリとモスクワに大使館を置いている。リビアとロシアの外交関係は、ソビエト連邦時代から対米関係もあり常に密接であった。
リビアで長年事実上の国家元首として政府首脳の地位にあったムアンマル・アル＝カッザーフィー（カダフィ大佐）は、国策として非同盟の立場を採ったが、冷戦時代は、反米路線もあってアラブ諸国の中では歴史的、政治的に最もソビエト連邦と友好的な関係を維持した。
軍事面での協力としては、1970年代にはソ連からリビアに対してT-62戦車やTu-22爆撃機、MiG-23戦闘機などが供与された。このほか軽水炉に関する技術供与も行われた。
ロシアは2011年リビア内戦における北大西洋条約機構(NATO)による軍事作戦を内政干渉であるとして批判してきたが、その一方でカダフィは政権の座から降りるべきとの立場もとっていた。同年8月23日にカダフィ政権は事実上崩壊し、9月1日に反カダフィ勢力であるリビア国民評議会をリビアにおける正当な政府として承認。カダフィとの蜜月関係は終わりを告げた。